# 秘鲁愉快航空
秘鲁愉快航空（西班牙語：Viva Air Perú）是一家成立于2016年的秘鲁廉价航空公司。 公司于2017年5月9日开始商业航班运营，机型为2架核定载客数为180名乘客的空中客车A320，第一个航班从利马起飞飞往伊基托斯。